# Малая Истра
Ма́лая И́стра — река в Московской области России, правый приток Истры.
Длина — 48 км, площадь водосборного бассейна — 483 км², по другим данным, длина — 47 км, площадь водосбора — 507 км². Протекает по территории Рузского городского округа и городского округа Истра. Берёт начало из озера Глубокого, впадает в Истру в 1 км ниже города Истры. Из озера река течёт по заболоченному лесу до деревни Огарково. Далее она движется по густой зелёной полосе до впадения в неё реки Молодильни. После этого «голубая дорога» становится быстрее, полноводнее, лес отступает.
Равнинного типа, питание преимущественно снеговое. Замерзает обычно в середине ноября, вскрывается в середине апреля:7—8. Основные притоки — Маглуша, Молодильня.
Вдоль реки от истока к устью расположены деревни Огарково, Раково, Юркино, Петрово, Татищево, Сорокино, Воскресёнки, Пирогово, Хволово, Скрябино, Ябедино, Шёлковая Гора.
По данным Государственного водного реестра России, относится к Окскому бассейновому округу. Речной бассейн — Ока, речной подбассейн — бассейны притоков Оки до впадения Мокши, водохозяйственный участок — Москва от города Звенигорода до Рублёвского гидроузла, без реки Истры (от истока до Истринского гидроузла).